# کپتون

ساختار پلی-اکسی‌دی‌فنیلن-پیروملیتیمید (poly-oxydiphenylene-pyromellitimide)

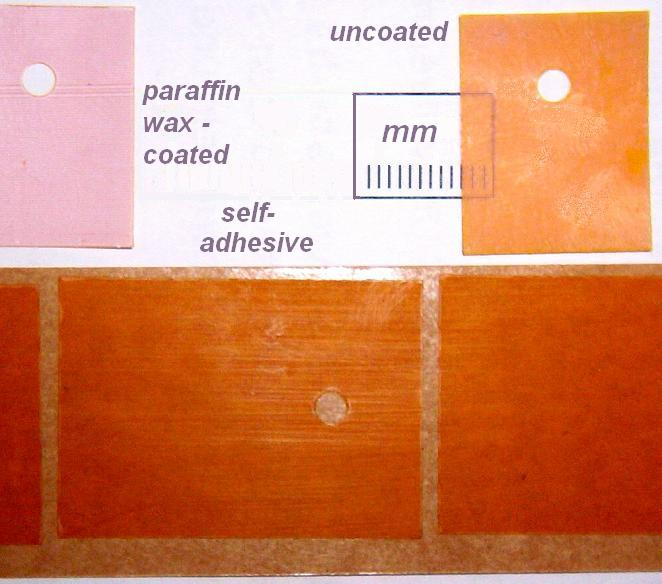
پدهای عایق کاپتون برای نصب قطعات الکترونیکی بر روی گرماگیر (هیت‌سینک)

کپتون یک فیلم پلی‌آمیدی است که در مدارهای چاپی انعطاف‌پذیر (لوازم الکترونیک منعطف) و پتوهای فضایی که در فضاپیماها، ماهواره‌ها و ابزارهای مختلف فضایی استفاده می‌شود. کپتون که توسط شرکت DuPont در دهه ۱۹۶۰ اختراع شد، در محدوده وسیعی از دماها از ۴ تا ۶۷۳ کلوین (۲۶۹- تا ۴۰۰+ درجه سانتی‌گراد) پایدار می‌ماند. کپتون در تولید الکترونیک، کاربردهای فضایی، با تجهیزات اشعه ایکس، و در کاربردهای چاپ سه‌بعدی استفاده می‌شود. خواص حرارتی مطلوب و ویژگی‌های خروج گاز آن باعث می‌شود که به طور منظم در کاربردهای سردشناسی و در موقعیت‌هایی که محیط‌های خلأ بالا تجربه می‌شوند، استفاده شود.

## تاریخچه
کپتون در دهه ۱۹۶۰ توسط شرکت DuPont اختراع شد و تا به امروز توسط این شرکت تولید می‌شود.
نام کپتون یک علامت تجاری ثبت شده از شرکت E. I. du Pont de Nemours and Company است.

## شیمی و انواع
سنتز کپتون مثالی از استفاده از دیان‌هیدرید در  پلیمریزاسیون مرحله‌ای است. پلیمر میانی، که به عنوان پلی (آمیک اسید) شناخته می‌شود، به دلیل وجود پیوند هیدروژنی قوی به حلال‌های قطبی که معمولاً در واکنش استفاده می‌شوند، محلول است. ترکیب حلقوی در دماهای بالای 470-570 کلوین (200-300 درجه سانتی‌گراد) انجام می‌شود.
نام شیمیایی کپتون K و HN، پلی (4,4'-اکسی دی فنیلن-پیروملیتیمید) است. این پلیمر از تراکم پیروملیتیک دیانهیدرید (PMDA) و 4,4'-اکسیدلین (ODA) تولید می‌شود.
کپتون E ترکیبی از دو دیانهیدرید، PMDA و اسید بای فنیل تتراکربوکسیلیک دیانهیدرید (BPDA)، و دو دی‌آمین، ODA و پارا-فنیلن‌ دی‌آمین  (PPD) است. جزء BPDA باعث افزایش پایداری ابعادی و صاف بودن در کاربردهای مدارهای انعطاف‌پذیر می‌شود. کپتون E دارای ضریب انبساط حرارتی (CTE) کمتر، جذب رطوبت کمتر و ضریب نم‌بینی (CHE) کمتر نسبت به کپتون H است.

## خواص
در شرایط ایزوله، کپتون در محدوده وسیعی از دماها، از 4 تا 673 کلوین (269- تا 400+ درجه سانتی‌گراد).
رسانندگی گرمایی کپتون در دماهای 0.5 تا 5 کلوین نسبتاً بالا است:
κ = 4.638×10−3 T0.5678 W·m−1·K−1.
عایق کپتون با گذشت زمان کیفیت خود را از دست می‌دهد: یک مطالعه اداره هوانوردی فدرال نشان می‌دهد که کپتون در محیط‌های گرم و مرطوب یا در حضور آب دریا دچار تخریب می‌شود. مقاومت کپتون در برابر سایش مکانیکی بسیار ضعیف است، به ویژه در داخل کابل‌ها به دلیل حرکت هواپیما. بسیاری از مدل‌های هواپیما مجبور به انجام تغییرات گسترده در سیم‌کشی شدند—گاهی اوقات جایگزینی کامل سیم‌کشی‌های عایق شده با کپتون—به دلیل اتصال کوتاه ناشی از عایق معیوب. تخریب و سائیدگی سیم کپتون به دلیل لرزش و گرما در چندین حادثه سقوط هواپیماهای ثابت و چرخان نقش داشته است که منجر به از دست رفتن جان انسان‌ها شده است.
طبق یک گزارش داخلی ناسا، "سیم‌های شاتل فضایی با عایقی به نام کپتون پوشیده شده بودند که به مرور زمان تمایل به خراب شدن داشتند و ممکن بود باعث اتصال کوتاه و احتمالاً آتش‌سوزی شوند."

## کاربرد

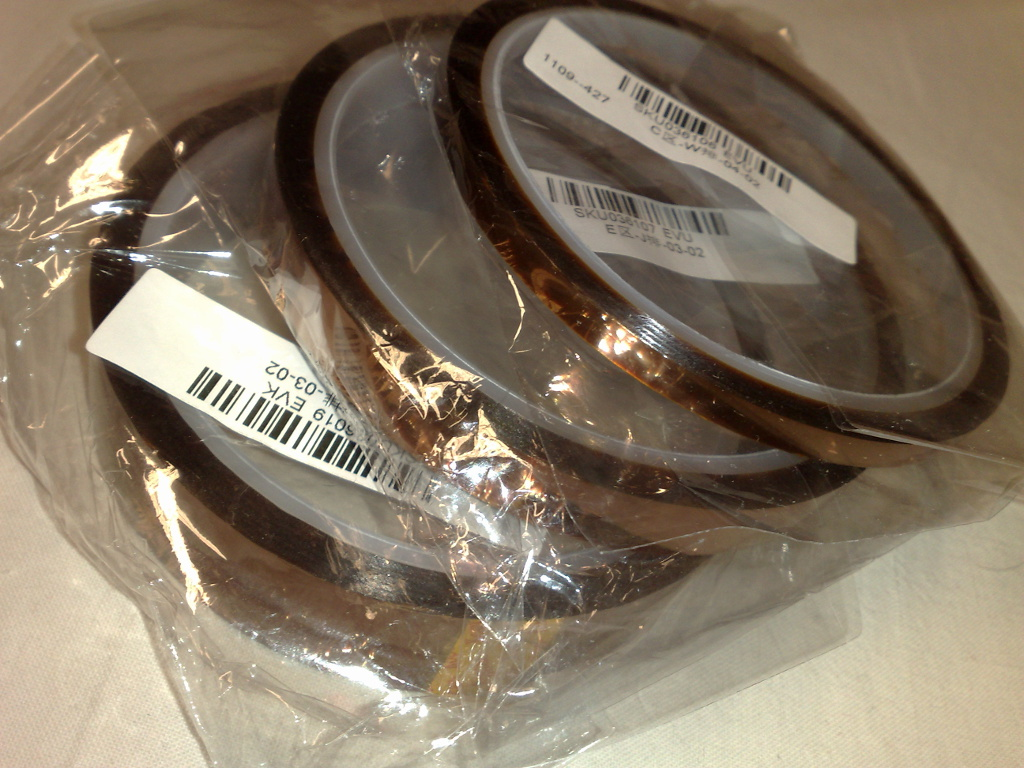
نوارهای کپتون، سه رول با عرض‌های مختلف

### تولید الکترونیک

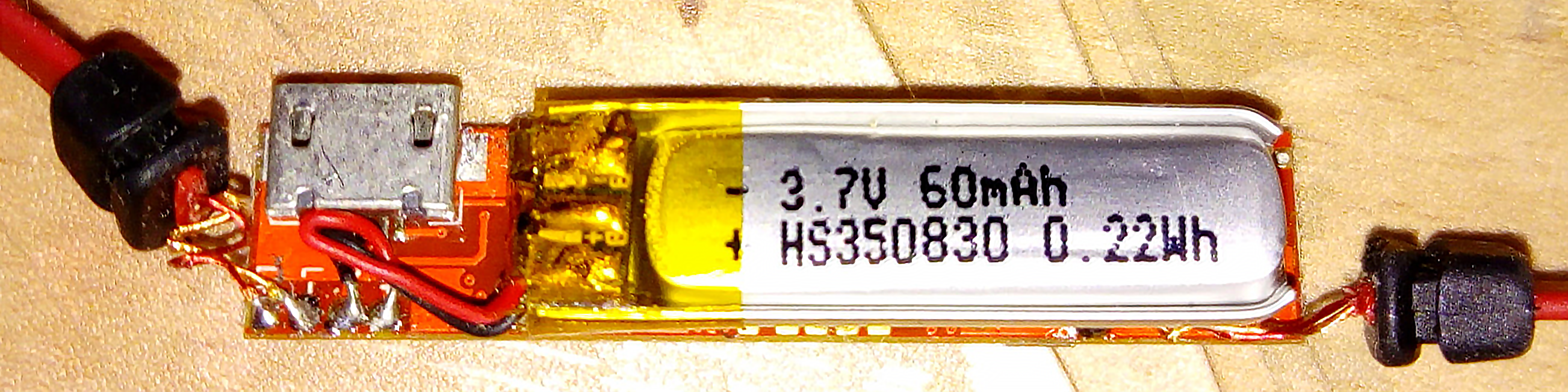
نوار کپتون (زرد) که برای عایق‌کردن سرهای یک سلول باتری در یک هدست بلوتوثی استفاده می‌شود.

به دلیل پایداری حرارتی گسترده و قابلیت عایق‌کاری الکتریکی، نوار کپتون معمولاً به عنوان لایه عایق و محافظ اجزای حساس به الکترواستاتیک و شکننده استفاده می‌شود. این نوار می‌تواند دمای لازم برای عملیات لحیم‌کاری مجدد را تحمل کند و در طول فرآیند تولید به عنوان محافظ عمل می‌کند و اغلب در محصول نهایی مصرف‌کننده نیز حضور دارد.

### فضاپیما

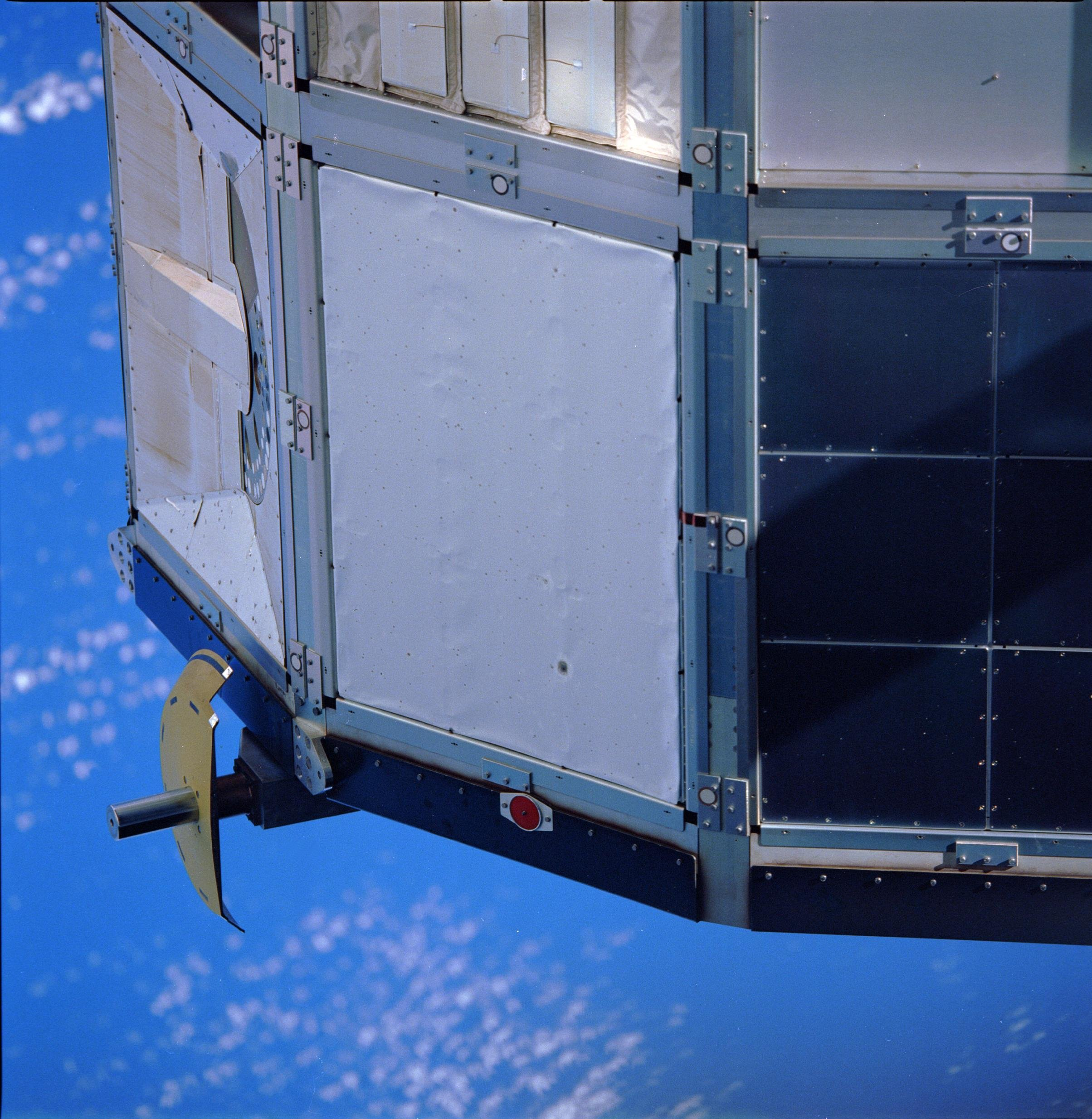
پوشش حرارتی کپتون آلومینیومی که در آزمایش Ultra Heavy Cosmic Ray استفاده شد.

در مرحله فرود ماه‌نشین آپولو و پایین مرحله صعود اطراف موتور صعودی، با پتوهای فویلی کپتون آلومینیمی برای عایق‌کاری حرارتی پوشانده شده بود. نیل آرمسترانگ، فضانورد آپولو 11، در سفر بازگشت از ماه اظهار داشت که هنگام پرتاب ماه‌نشین، می‌توانست "کپتون و سایر قطعات ماه‌نشین را در اطراف منطقه پراکنده ببیند."

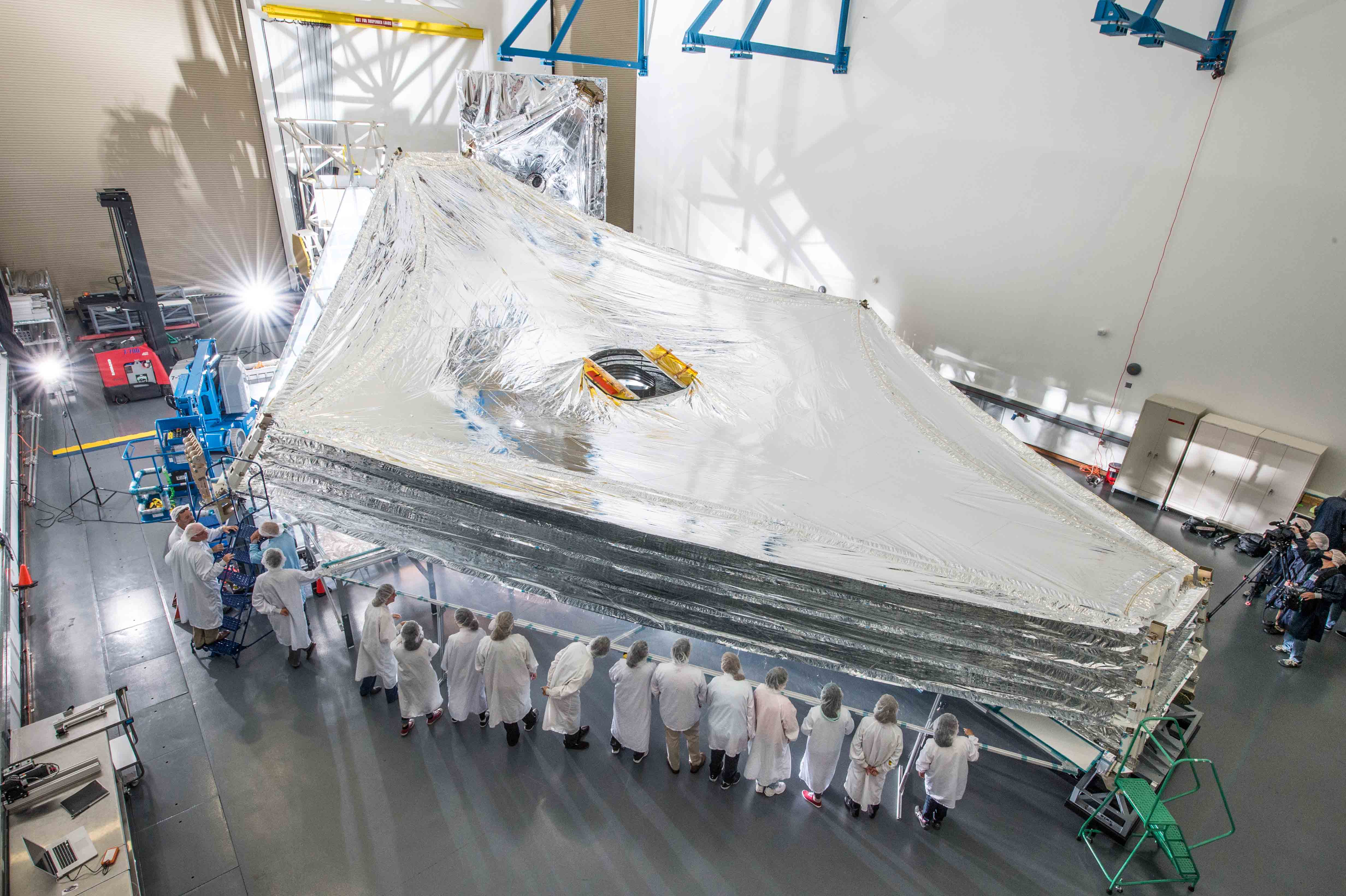
واحد آزمایشی سپر خورشیدی تلسکوپ فضایی جیمز وب، ساخته شده از کپتون آلومینیومی.

آزمایشگاه پیش‌رانش جت ناسا، کپتون را به دلیل دوام آن در محیط فضایی به عنوان یک پشتیبان پلاستیکی خوب برای بادبان‌های خورشیدی در نظر گرفته است.
فضاپیمای نیو هورایزنز  ناسا از کپتون در طراحی عایق "بطری فلاسک" استفاده کرد تا فضاپیما در طول سفر بیش از 9 ساله، 5 ترا‌متری (33 واحد نجومی) برای ملاقات با سیاره  پلوتو در 14 ژوئیه 2015، بین 283 و 303 کلوین (10 و 30 درجه سانتی‌گراد) عمل کند. بدنه اصلی با عایق حرارتی سبک و طلایی چند لایه پوشانده شده بود که گرما را از الکترونیک عملیاتی حفظ می‌کرد تا فضاپیما گرم بماند. پوشش حرارتی شامل 18 لایه پارچه توری پلی‌اتیلن ترفتالات بین فیلم پلی‌استر آلومینیومی و فیلم کپتون نیز کمک کرد تا فضاپیما را از ریزشتاب‌وارهها محافظت کند.
سپر خورشیدی تلسکوپ فضایی جیمز وب از پنج ورق کپتون E پوشیده شده با آلومینیوم و آلایش سیلیکون  ساخته شده است تا گرما را از بدنه فضاپیما دور کند.
خدمه ایستگاه فضایی بین‌المللی از نوار کپتون برای تعمیر موقت یک نشت آهسته در فضاپیمای سایوز متصل به بخش روسی مجتمع مداری در آگوست 2018 استفاده کردند. این نوار دوباره در اکتبر 2020 برای مهر و موم موقت یک نشت در محفظه انتقال ماژول سرویس Zvezda ایستگاه فضایی بین‌المللی استفاده شد.

### اشعه ایکس
کپتون به عنوان ماده‌ای برای پنجره‌های استفاده شده با انواع منابعاشعه ایکس  (خطوط پرتوهای سینکروترون  و لامپ اشعه ایکس) و آشکارسازهای اشعه ایکس استفاده می‌شود. پایداری مکانیکی و حرارتی بالا و انتقال خوب اشعه ایکس باعث شده که این ماده ترجیح داده شود. همچنین نسبت بهآسیب‌های اشعه حساسیت کمتری دارد.

### چاپ سه‌بعدی
کپتون و آکریلونیتریل بوتادین استایرن (ABC) به خوبی به یکدیگر می‌چسبند، که باعث استفاده گسترده‌ای از کپتون به عنوان سطح ساخت برای چاپگرهای سه‌بعدی شده است. کپتون بر روی سطح صاف قرار داده می‌شود و ABS بر روی سطح کپتون اکسترود می‌شود. قطعه ABS چاپ شده از بستر ساخت جدا نمی‌شود زیرا خنک شده و جمع می‌شود، که یک علت شایع برای خرابی چاپ با تغییر شکل قطعه است. جایگزین بادوام‌تر، استفاده از سطح پلی‌اتریمید  است.
پژوهشگران روشی را برای چاپ سه‌بعدی مواد پلی‌آمیدی از جمله کپتون ابداع کرده‌اند. پیش‌ماده اسید پلی‌آمیک کپتون با یک اتصال‌دهنده آکریلات و فوتواینیتیاتور مخلوط می‌شود که می‌تواند هنگام قرار گرفتن در معرض نور ماوراء بنفش در حین چاپ سه‌بعدی ژل تشکیل دهد. گرم کردن بعدی قطعه چاپ شده تا 400 درجه سانتی‌گراد اتصالات فداکاری را حذف کرده و قطعه را با شکل هندسی چاپ سه‌بعدی تقلید می‌کند.

### سایر موارد
رسانایی حرارتی نسبتاً بالا کپتون در دماهای بسیار پایین، همراه با کیفیت‌های دی‌الکتریکی خوب و در دسترس بودن به عنوان ورق‌های نازک، آن را به یک ماده محبوب در  تبدیل کرده است، زیرا عایق الکتریکی را در گرادیان‌های حرارتی پایین فراهم می‌کند.
کپتون به طور منظم به عنوان عایق در محیط‌های فوق خلأ بالا به دلیل نرخ پایین رهش گاز استفاده می‌شود.
سیم‌کشی الکتریکی عایق شده با کپتون به طور گسترده در هواپیماهای غیرنظامی و نظامی استفاده شده است زیرا سبک‌تر از سایر عایق‌ها است و ویژگی‌های عایق و حرارتی خوبی دارد.